# Senne Leysen
Senne Leysen (* 18. März 1996 in Tielen) ist ein belgischer Radrennfahrer.

## Sportlicher Werdegang
Zum Radsport kam Leysen durch seinen Vater. Bereits 2012 wurde er in der Altersklasse U17 Belgischer Meister im Einzelzeitfahren. Als Junior machte er durch eine Reihe guter Platzierungen auf sich aufmerksam, unter anderen gewann er eine Etappe bei den Driedaagse van Axel 2014. Für die belgische Nationalmannschaft startete er bei Welt- und Europameisterschaften sowie im UCI Men Juniors Nations’ Cup.
Nach dem Wechsel in die U23 wurde Leysen Mitglied im Nachwuchsteam Lotto-Soudal U23, in dessen Eliteteam Lotto Soudal sein Vater zu diesem Zeitpunkt als Sportlicher Leiter tätig war. Seinen einzigen Sieg in den drei Jahren im Team erzielte er bei den nationalen Meisterschaften 2017, als er Belgischer U23-Meister im Einzelzeitfahren wurde. Bei den UCI-Straßen-Weltmeisterschaften 2017 belegte er den sechsten Platz in Einzelzeitfahren der U23. Ende der Saison 2017 erhielt Leysen die Möglichkeit, als Stagiaire für Lotto-Soudal zu fahren, eine Folgevertrag kam jedoch nicht zustande.
Zur Saison 2018 wurde Leysen deshalb Mitglied im damaligen UCI Professional Continental Team Vérandas Willems-Crelan, nach dessen Auflösung Ende 2018 wechselte er zum Team Roompot-Charles. Bei beiden Teams blieb er ohne zählbare Erfolge. Nachdem auch das Team Roompot-Charles aufgelöst worden war, wechselte Leysen 2020 zum Team Alpecin-Fenix. Damit kam er wieder mit seinem Vater zusammen, der im selben Jahr dort in die Sportliche Leitung eintrat. 2020 gewann er bei der erstmals im UCI-Kalender stehenden Tour Bitwa Warszawska 1920 die dritte Etappe und erzielte damit den bisher einzigen Sieg bei einem internationalen Rennen in der Elite. In der Saison 2021 nahm er mit dem Giro d’Italia 2021 erstmals an einer Grand Tour teil.

## Familie
Senne Leysen ist der Sohn von Bart Leysen, ehemaliger Radrennfahrer unter anderem im Team Mapei und seit 2012 Sportlicher Leiter bei verschiedenen Teams.

## Erfolge
2014
- eine Etappe Driedaagse van Axel

2015
- Nachwuchswertung Tour de Berlin

2017
- Belgischer U23-Meister – Einzelzeitfahren

2020
- eine Etappe und Nachwuchswertung Tour Bitwa Warszawska 1920

## Grand Tour-Platzierungen
| Grand Tour            | 2021 | 2022 | 2023 | 2024 |
| --------------------- | ---- | ---- | ---- | ---- |
| Giro d’ItaliaGiro     | 101  | 118  | 90   | –    |
| Tour de FranceTour    | –    | –    | –    | –    |
| Vuelta a EspañaVuelta | –    | –    | –    | –    |